# Орхан, Вели Канык
Вели Канык Орхан (тур. Orhan Veli Kanık; 14 апреля 1914, Бейкоз,Стамбул, Османская империя — 14 ноября 1950, Стамбул) — турецкий поэт, переводчик.

## Биография

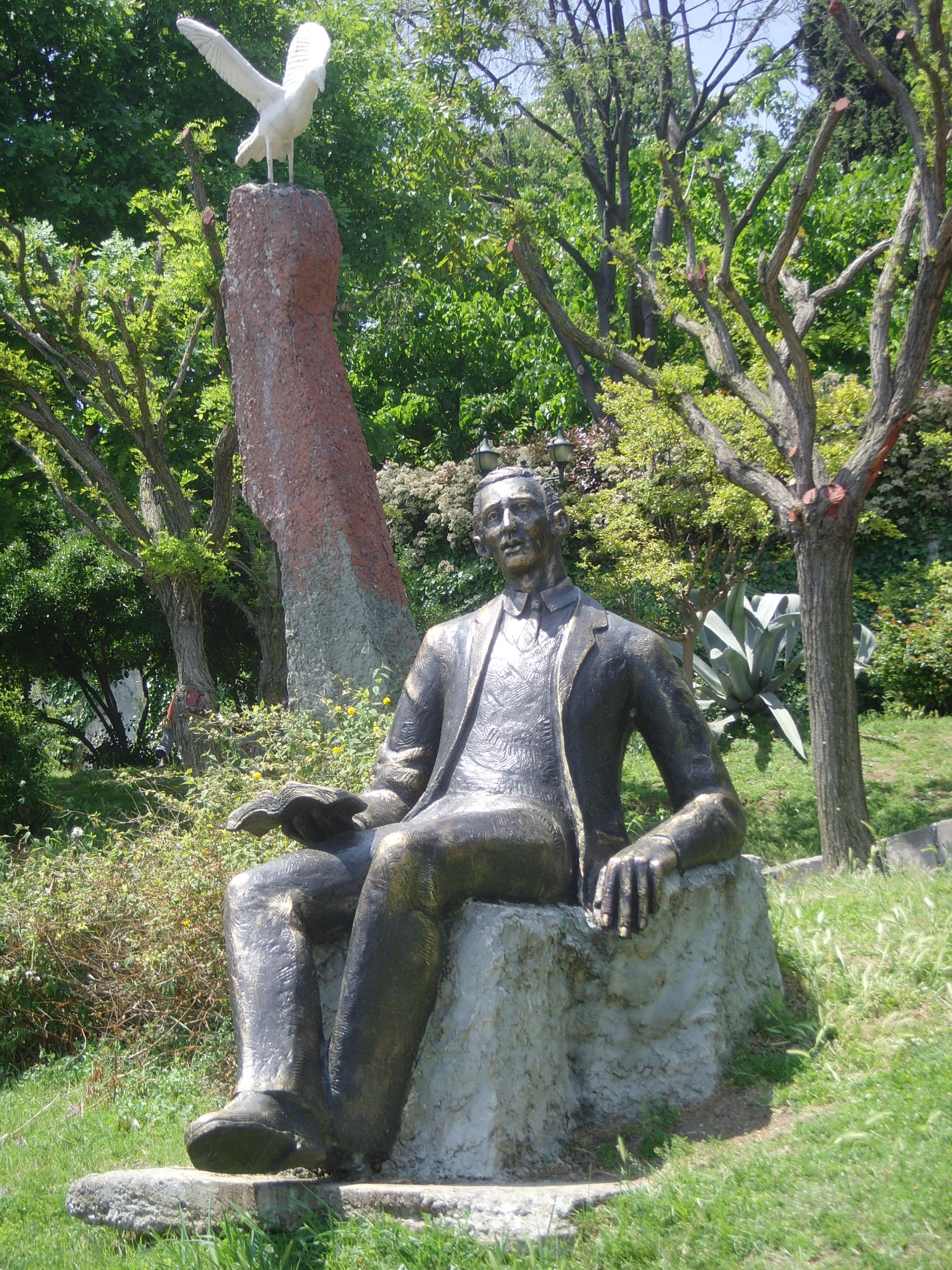
Памятник поэту в Стамбуле

Окончил Галатасарайский лицей. Несколько лет слушал лекции на факультете философии и факультете литературы Стамбульского университета.
Работал в турецкой почтовой администрации в Анкаре (1936—1942). С 1942 по 1945 год служил офицером запаса в турецкой армии. Поскольку он хорошо владел французским языком, два года работал в Министерстве просвещения в бюро переводов.
Занимался переводами произведения крупных французских поэтов и драматургов. В 1950 году был редактором литературного обозрения «Япрак».

## Творчество
Интерес к литературе начался ещё в начальной школе. В этот период один из его рассказов был опубликован в журнале «Детский мир».
Автор сборников «Чудак» (1941), «То, от чего я не могу отказаться» (1945) и др. Писал зачастую выходя за рамки традиционных литературных направлений, стремился демократизировать поэзию, обращался к повседневности, к жизни и внутреннему миру простого человека.
Вместе с М. Андаем и О. Рифатом является одним из основоположников новой поэзии в Турции.

## Произведения
- Orhan Veli: Bütün Şiirleri İstanbul o. J.
- Orhan Veli: Bütün yazılari Yayınlari, İstanbul 1992 u.ö.
- Orhan Veli Kanık: Poesie. 1966.
- Orhan Veli Kanık: Fremdartig / Garip. Dağyeli, Stuttgart 1985.
- Orhan Veli Kanık: Das Wort des Esels. Geschichten von Nasreddin Hodscha. Ararat, Berlin 1979, ISBN 3-921889-54-5.
- Orhan Veli: Schönes Wetter Berlin 2021.